# Дівоча Скеля
Дівоча Скеля — геологічна пам'ятка природи місцевого значення. Об'єкт розташований на території Черкаського району Черкаської області, околиця міста Кам'янки на річці Тясмин у Тясминському каньйоні.
Площа — 0,18 га, статус отриманий у 1972 році. До 2024 року об'єкт мав назву «Скеля О. С. Пушкіна». 
Скеля з рожевого граніту на річці Тясмин.

## Галерея

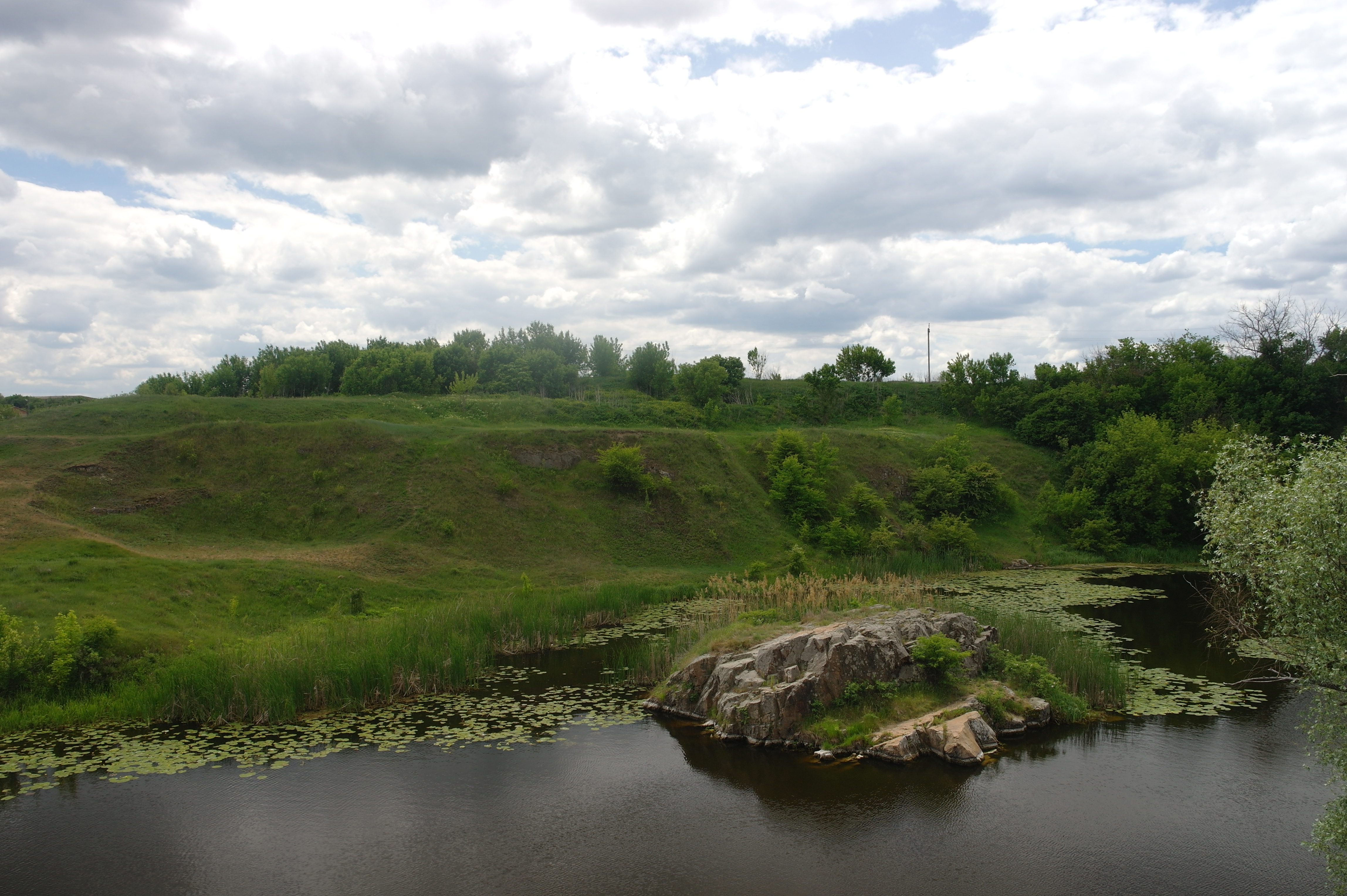
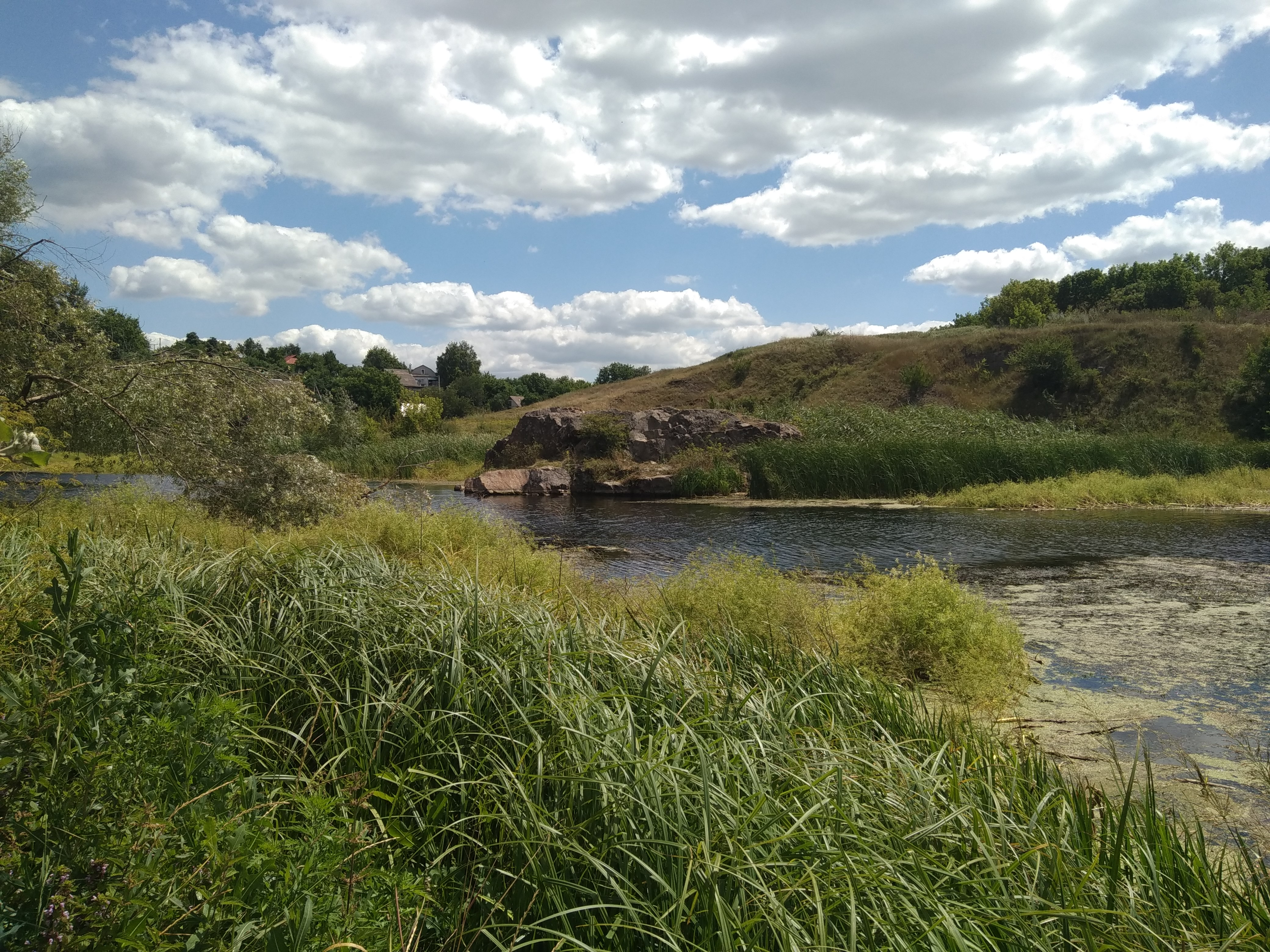
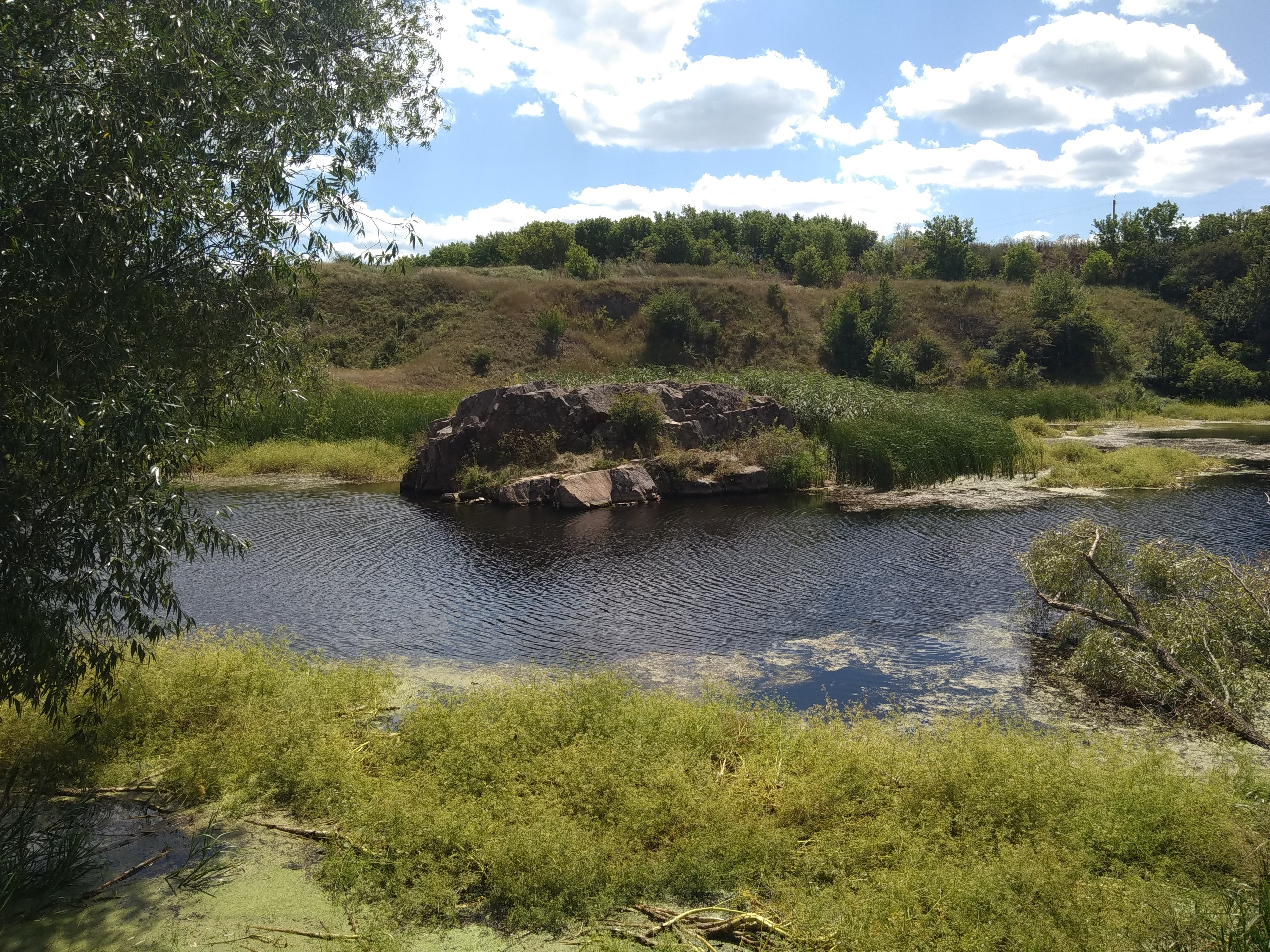
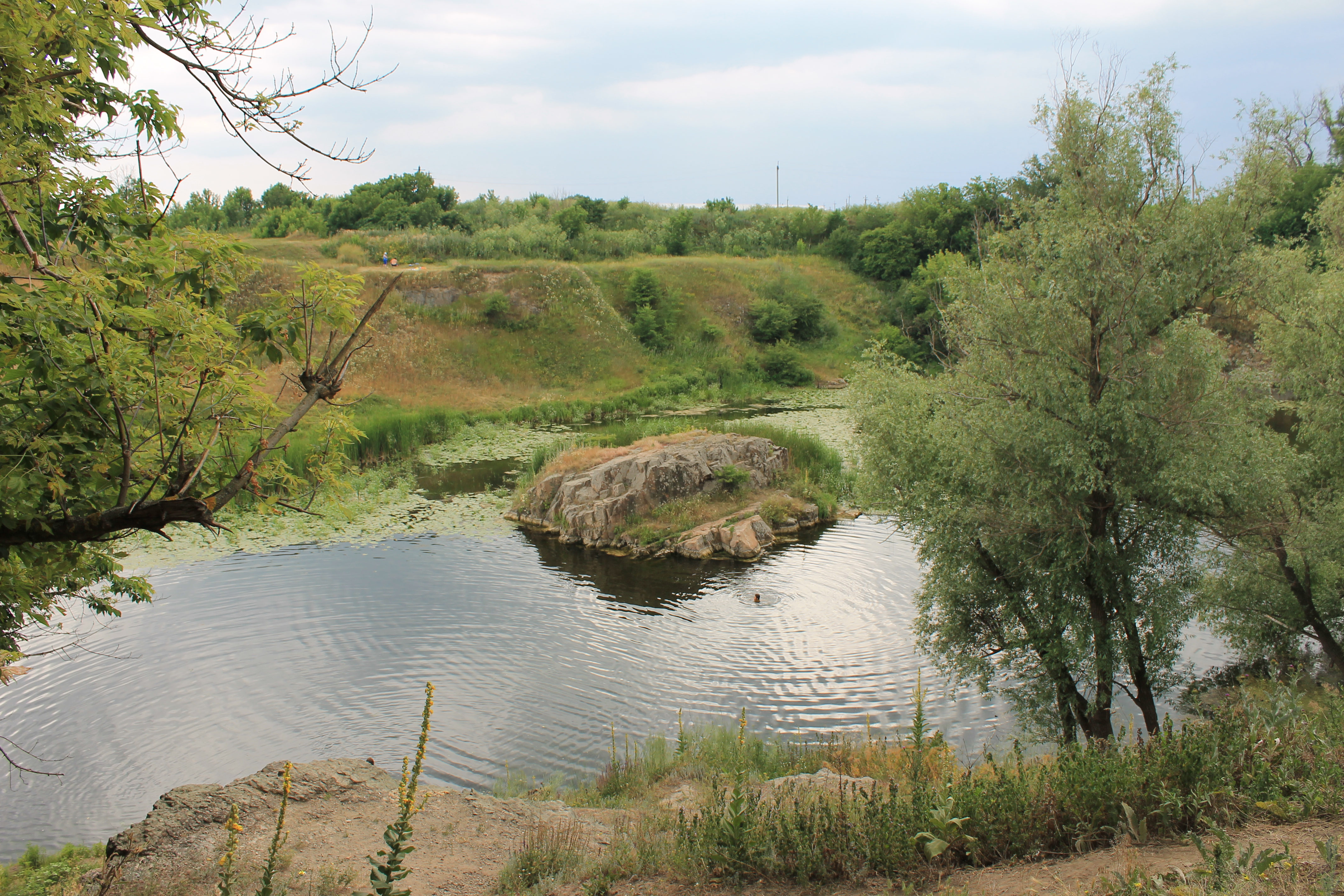